# Mike Colter
Mike Randal Colter (Columbia, Dél-Karolina, 1976. augusztus 26. –) amerikai színész, aki leginkább a Marveles Luke Cage (2016–2018), a The Defenders (2017) és a Jessica Jones (2015; 2019) című televíziós sorozatokból ismert, amik mind a Marvel-univerzumban játszódik. Lemond Bishop-ot alakította a A férjem védelmében (2010–2015) és a Diane védelmében (2017 –) sorozatokban is, továbbá Malcolm Ward-ot játszotta el a Ringer – A vér kötelezben (2011–2012), Jameson Locke-ot a Halo franchise-ban (2014–2015) és J ügynök apját a Men in Black – Sötét zsaruk 3. mozifilmben.

## Fiatalkora
Colter a dél-karolinai Columbiában született Eddie Lee, Sr. és Freddie Marion (született Mitchell) Colter fiaként. Négy gyermek közül ő a legfiatalabb, Dél-Karolina államban St. Matthewsban nőtt fel. A Calhoun megyei középiskolában végzett. A középiskolai évkönyvében az osztálya megszavazta a "legambiciózusabb" tanulónak. Colter egy évet töltött a Benedict Főiskolán, majd átment a Dél-Karolinai Egyetemre, 1999-ben pedig színészeti alapképzést szerzett. Színészi végzettséget szerzett a Rutgers University Mason Gross Művészeti Iskolában.

## Pályafutása
Colter első szerepe a Millió dolláros bébi című filmben volt, mint Big Willie Little bokszoló. Vendégszerepet játszott az Esküdt ellenségek: Az utolsó szó jogán, az Esküdt ellenségek: Bűnös szándék, A férjem védelmében, a Vészhelyzet és a The Parkers televíziós sorozatokban, valamint számos tévéfilmben volt látható kisebb szerepekben. A Ringer – A vér kötelez című sorozatban is játszott.
2014-ben Colter Jameson Locke ügynök szerepét kezdte alakítani a Halo franchise-ban. A Halo: Nightfall sorozatban játszott, és biztosította Locke ügynök mozgásrögzítését a Halo 5: Guardians című filmben, a szinkronszerepet pedig Ike Amadi végezte. Luke Cage-ként a netflixes Jessica Jonesban is feltűnt. Az első évadot 2015. november 20-án tették közzé online. Ezt követte a karakter saját sorozata, a Luke Cage, és az első évad 2016. szeptember 30-án jelent meg. A második évad kiadása 2018. június 22-én volt. Colter a két évad között a The Defenders-ben is eljátszotta Luke-ot. Szerepelt a 2018-as Kihalás című idegeninváziós filmben is.

## Magánélete
Colter leendő feleségét, Ivát a New Jersey-i Rutgers Egyetemen ismerte meg. A pár 2002-ben, tíz évvel az első találkozásuk után házasodott össze. 2016. szeptember 27-én a The Wendy Williams Show-ban megerősítette azt is, hogy van egy lánya Ivától. A pár második gyermeke szintén lány lett, aki 2018 októberében született. Colter Viola Davis színésznő másod-unokatestvére. Jelenleg Los Angelesben él.

## Filmográfia

### Film
| Év   | Cím                                   | Eredeti cím         | Szerep                        | Magyar hang      |
| ---- | ------------------------------------- | ------------------- | ----------------------------- | ---------------- |
| 2004 | Millió dolláros bébi                  | Million Dollar Baby | Big Willie Little             | Juhász György    |
| 2005 | Ráktanya eladó                        | Brooklyn Lobster    | Jamal                         |                  |
| 2007 | Apám lehetnél                         | Brooklyn Lobster    | Yuppie Paul                   |                  |
| 2010 | Salt ügynök                           | Salt                | CIA taktikai vezető           |                  |
| 2012 | Men in Black – Sötét zsaruk 3.        | Men In Black 3      | James Darrell Edwards ezredes | Király Attila    |
| 2012 | Zero Dark Thirty – A Bin Láden hajsza | Zero Dark Thirty    | Mike, DEVGRU-tag              |                  |
| 2017 | Csajtúra                              | Girls Trip          | Stewart Pierce                | Király Attila    |
| 2018 | Kihalás                               | Extinction          | David                         |                  |
| 2018 |                                       | Skin                | Daryle Lamont Jenkins         |                  |
| 2019 |                                       | Before You Know It  | Charles                       |                  |
| 2019 | Áttörés                               | Breakthrough        | Tommy Shine                   | Galambos Péter   |
| 2019 | Fekete és kék                         | Black and Blue      | Darius Tureau                 | Varga Rókus      |
| 2020 | A végzet asszonya                     | Fatale              | Rafe Grimes                   | Zöld Csaba       |
| 2021 |                                       | South of Heaven     | Whit Price                    |                  |
| 2022 |                                       | I'm Charlie Walker  | Charlie Walker                |                  |
| 2022 |                                       | Carter              | Smith                         |                  |
| 2023 | A gép                                 | Plane               | Louis Gaspare                 | Bognár Tamás     |
| 2023 |                                       | Murder City         | Neil                          |                  |
| 2024 | A szervezet                           | The Union           | Nick Faraday                  | Zöld Csaba       |
| 2025 | Alarum                                | Alarum              | Orlin                         | Egressy G. Tamás |

### Televízió
| Év        | Magyar cím                               | Eredeti cím                       | Szerep                    | Megjegyzések           |
| --------- | ---------------------------------------- | --------------------------------- | ------------------------- | ---------------------- |
| 2002      | Vészhelyzet                              | ER                                | Watts                     | 1 epizód               |
| 2002      |                                          | The Parkers                       | Lamar                     | 1 epizód               |
| 2005      | Esküdt ellenségek – Az utolsó szó jogán  | Law & Order: Trial by Jury        | Billy Tolbert rendőrtiszt | 1 epizód               |
| 2005      | Ezüst csengettyűk                        | Silver Bells                      | Bill                      | tévéfilm               |
| 2007      | Esküdt ellenségek: Bűnös szándék         | Law & Order: Criminal Intent      | Dave Oldren               | 1 epizód               |
| 2009      | Esküdt ellenségek: Különleges ügyosztály | Law & Order: Special Victims Unit | Joseph Serumaga           | 1 epizód               |
| 2009      |                                          | Solving Charlie                   | Jack Dash                 | tévéfilm               |
| 2009      | A lélek útja                             | Taking Chance                     | Demetry őrmester          | tévéfilm               |
| 2010      | Luxusdoki                                | Royal Pains                       | Tanner rendőrtiszt        | 1 epizód               |
| 2010–2015 | A férjem védelmében                      | The Good Wife                     | Lemond Bishop             | 21 epizód              |
| 2011      | Zsaruvér                                 | Blue Bloods                       | Cliff Reacher             | 1 epizód               |
| 2011–2012 | Ringer – A vér kötelez                   | Ringer                            | Malcolm Ward              | 17 epizód              |
| 2013      | Gyilkos elmék                            | Criminal Minds                    | Colin Bramwell            | 1 epizód               |
| 2013–2015 | Gyilkos hajsza                           | The Following                     | Nick Donovan              | 8 epizód               |
| 2013–2014 | Amerikai Horror Story: Boszorkányok      | American Horror Story: Coven      | David                     | 3 epizód               |
| 2014      |                                          | Halo: Nightfall                   | Jameson Locke ügynök      | 5 epizód               |
| 2015      |                                          | Agent X                           | Miles Lathem              | főszereplő (10 epizód) |
| 2015–2019 | Jessica Jones                            | Jessica Jones                     | Luke Cage                 | 8 epizód               |
| 2016      |                                          | Comedy Bang! Bang!                | önmaga                    | 1 epizód               |
| 2016–2018 | Luke Cage                                | Luke Cage                         | Luke Cage / Carl Lucas    | főszereplő (26 epizód) |
| 2017      | A Védelmezők                             | The Defenders                     | Luke Cage / Carl Lucas    | főszereplő (8 epizód)  |
| 2018      | Amerikai fater                           | American Dad!                     | gerilla katona (hangja)   | 1 epizód               |
| 2018–2019 | Diane védelmében                         | The Good Fight                    | Lemond Bishop             | 2 epizód               |
| 2019      |                                          | Seis Manos                        | Brister (hangja)          | főszereplő (8 epizód)  |
| 2019–2024 |                                          | Evil                              | David Acosta              | főszereplő (50 epizód) |
| 2020      |                                          | Tiny Creatures                    | narrátor (hangja)         | 8 epizód               |
| 2020      |                                          | Monsterland                       | Brian Cooke               | 1 epizód               |
| 2020      | Social Distance: Távol, mégis közel      | Social Distance                   | Ike                       | 1 epizód               |

### Videójátékok
| Év   | Cím                               | Szerep                | Megjegyzés                |
| ---- | --------------------------------- | --------------------- | ------------------------- |
| 2014 | Halo: The Master Chief Collection | Spartan Jameson Locke |                           |
| 2015 | Halo 5: Guardians                 | Spartan Jameson Locke | kinézet és motion capture |

## Díjak és jelölések
Luke Cage
- Jelölve – Black Reel Award a drámasorozat kiemelkedő színészének (2017)
- Jelölve – MTV Movie Awards a legjobb hősnek (2017)
- Jelölve – NAACP Image Award a drámasorozat kiemelkedő színészének (2017)
- Jelölve – Szaturnusz-díj a legjobb televíziós színésznek (2017)

A Védelmezők
- Jelölve – NAACP Image Award a drámasorozat kiemelkedő színészének (2018)

Evil
- Jelölve – Critics' Choice Televíziós-díj a legjobb drámai színésznek (2020)

## Fordítás
- Ez a szócikk részben vagy egészben  a   Mike Colter című angol Wikipédia-szócikk fordításán alapul.  Az eredeti cikk szerkesztőit annak laptörténete sorolja fel. Ez a jelzés csupán a megfogalmazás eredetét és a szerzői jogokat jelzi, nem szolgál a cikkben szereplő információk forrásmegjelöléseként.